# Tommaso Buscetta

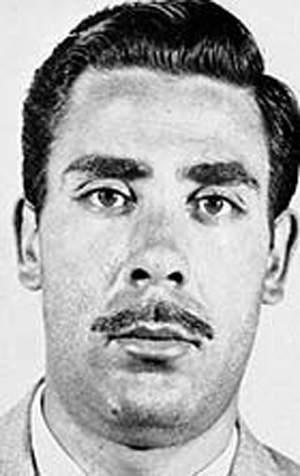
Tommaso Buscetta

Tommaso Buscetta (Palermo, 13 juli 1928 – Florida, 2 april 2000) was een Siciliaanse maffioso die als spijtoptant (pentito) een belangrijke rol als getuige speelde bij het zogenoemde "maxiproces" tegen de maffia in Palermo. Hij was een van de eersten die brak met de omertà, de zwijgplicht voor leden van de maffia.

## Jeugd en carrière
Tommaso Buscetta werd als jongste van zeventien kinderen geboren in een arm deel van Palermo. Al jong ontvluchtte hij de armoede door criminaliteit. In 1946, op achttienjarige leeftijd, sloot hij zich als volwaardig lid aan bij de maffia in de familie Porta Nova onder Giuseppe "Pippo" Calò. en hield zich bezig met de smokkel van sigaretten en heroïne en trad op als huurmoordenaar.
Na de aanslag in Ciaculli in 1963 vluchtte hij naar de VS, waar de familie Gambino hem hielp bij het opzetten van een pizzeria. In 1968 werd hij in Italië bij verstek veroordeeld voor twee moorden.
In 1970 werd hij gearresteerd, maar omdat de Italiaanse regering niet om zijn uitlevering vroeg, werd hij weer vrijgelaten, waarna hij naar Brazilië vluchtte. Hier zette hij een grootschalig netwerk voor drugssmokkel op. In 1970 werd hij gearresteerd en na te zijn gemarteld aan Italië uitgeleverd, waar hij zijn levenslange gevangenisstraf voor de twee moorden moest uitzitten.
In 1980 ontsnapte hij tijdens een verlof en vluchtte opnieuw naar Brazilië om aan de maffiaoorlog die door Toto Riina was gestart, te ontkomen. In deze oorlog kwamen veel van zijn vrienden en familieleden (onder wie twee zoons) om het leven. Hier werd hij in 1983 opnieuw gearresteerd en uitgeleverd na een zelfmoordpoging. Gedesillusioneerd door de maffia vroeg hij een gesprek aan met Giovanni Falcone en begon zijn carrière als pentito.

## Pentito
Tommaso Buscetta heeft in rechtszaken in de Verenigde Staten en Italië getuigd tegen andere leden van de maffia, onder andere tijdens het "maxiproces" tegen de maffia in Palermo. Ook onthulde hij hoe de organisatie van de top van de Italiaanse maffia in elkaar zat. Hij was destijds de hoogste maffioso die ooit de zwijgplicht van de maffia (de zogenaamde omertà) verbrak. Bij rechtszaken in 1986 werden honderden Italiaanse maffiabazen veroordeeld tot celstraffen op grond van zijn getuigenissen. In de VS verstrekte hij informatie in het proces over de Pizza Connection, in ruil waarvoor hij in het United States Federal Witness Protection Program van de Amerikaanse overheid kwam.
Hij stierf na een langdurige ziekte in zijn huis in Florida op 71-jarige leeftijd.

## Trivia
Een bekende film over zijn leven is “IL TRADITORE” uit 2019, geregisseerd door Marco Bellocchio.